# 瓦滕堡 (科羅拉多州)
瓦滕堡（英語：Wattenburg）是位於美國科羅拉多州韋爾德縣的一個非建制地區。該地的面積和人口皆未知。

## 地理
瓦滕堡的座標為40°06′59″N 104°47′53″W / 40.11639°N 104.79806°W，而該地的平均海拔高度為1505米（即4938英尺）。